# Boyd (Teksas)
Boyd je gradić u američkoj saveznoj državi Teksas. Prema popisu stanovništva iz 2010. u njemu je živjelo 1.207 stanovnika.